# Kantonsregierung
Eine Kantonsregierung ist die Regierung (Exekutive) eines Kantons der Schweizerischen Eidgenossenschaft. In der Deutschschweiz herrscht für Kantonsregierungen die Bezeichnung Regierungsrat vor, in der Romandie und im Tessin heissen sie meist Conseil d’Etat beziehungsweise Consiglio di Stato, was in den zweisprachigen Kantonen Freiburg und Wallis deutsch mit Staatsrat wiedergegeben wird; im zweisprachigen Kanton Bern lautet die französische Bezeichnung Conseil-exécutif. Sie ist ein Kollegialorgan, das in 14 Kantonen aus fünf und in 12 Kantonen aus sieben Mitgliedern besteht. Amtsperioden sind meist 4 Jahre.

## Staatsrecht

### Wahl und Abberufung

#### Wahlmodus
Die Kantonsregierung wird in der Regel alle vier Jahre vom Volk gewählt. Ausnahmen bilden die Kantone Freiburg, Waadt, Jura (seit 2011) und Genf mit fünf Jahren sowie der Kanton Appenzell Innerrhoden mit einem Jahr. Die Wahl der Kantonsregierung findet meistens gleichzeitig mit der Wahl zum Kantonsparlament statt. Die Amtsdauer entspricht daher in der Regel der Legislaturperiode. Die meisten Kantone wählen ihre Regierung nach dem Majorzwahlsystem, d. h., es werden Persönlichkeiten und nicht Parteilisten gewählt. Im Kanton Tessin gilt hingegen das Proporzwahlsystem; dasselbe war bis 2013 im Kanton Zug der Fall.
Für das Amt des Regierungspräsidenten oder Regierungsratspräsidenten, der in den meisten Kantonen eine hauptsächlich koordinierende Funktion hat, gelten Amtsdauern zwischen einem und fünf Jahren. Sie werden ebenfalls unterschiedlich bestimmt: In fünf Kantonen werden sie direkt vom Volk gewählt, andernorts vom Parlament, während sich in einigen Kantonen die Regierung selber konstituiert.

#### Abberufungsrecht
Seit dem 19. Jahrhundert kann nach den Grundsätzen der Demokratischen Bewegung die Kantonsregierung in mehreren Kantonen mittels Volksinitiative vorzeitig abberufen werden. Diesem Recht kommt faktisch kaum Bedeutung zu, da die ordentlichen Legislaturperioden mit meist vier Jahren nicht übermässig lang sind. Entsprechende Initiativen wurden denn auch nur ganz selten ergriffen und scheiterten jedes Mal in der Volksabstimmung.
Die benötigten Unterschriftenzahlen sind:
- im Kanton Bern (Recht eingeführt 1869) mindestens 30'000 Unterschriften;[4]
- im Kanton Uri (Recht eingeführt 1888) mindestens 600 Unterschriften;
- im Kanton Schaffhausen (Recht eingeführt 1876) mindestens 1000 Unterschriften;
- im Kanton Solothurn (Recht eingeführt 1869) mindestens 6000 Unterschriften;
- im Kanton Tessin (Recht eingeführt 1892) mindestens 15'000 Unterschriften;
- im Kanton Thurgau (Recht eingeführt 1869) mindestens 20'000 Unterschriften.

Anlässlich jüngerer Totalrevisionen der Kantonsverfassungen wurde das Abberufungsrecht in verschiedenen Kantonen wieder abgeschafft, nämlich im Kanton Aargau 1980, im Kanton Basel-Landschaft 1984 und im Kanton Luzern 2007. Im Kanton Aargau wurde 2022 aufgrund einer Volksinitiative allerdings ein Passus in die Verfassung eingefügt, wonach auf Gesetzesebene «die Einstellung im Amt und die Amtsenthebung von Mitgliedern von Behörden» zu regeln sei; davon könnten auch Regierungsräte betroffen sein.
In den Kantonen Nidwalden, Neuenburg (seit 2014) und Genf (seit 2023) kann das Kantonsparlament einen Regierungsrat vorzeitig abberufen. In den Kantonen Neuenburg und Genf müssen hierzu drei Viertel der Parlamentarier dem Beschluss zustimmen. Im Kanton Genf unterliegt der Beschluss dem obligatorischen Referendum.

### Zusammensetzung, Vorsitz
Die Anzahl Mitglieder beträgt heute in allen Kantonen entweder fünf oder sieben Mitglieder, bis ins letzte Viertel des 20. Jahrhunderts hatten einige Kantonsregierungen (Bern, Nidwalden, Appenzell Innerrhoden) neun Mitglieder.
Der Vorsitzende der Kantonsregierung (Regierungspräsident, Landammann, Staatsratspräsident) hat in der Regel keine markant weiterreichenden Befugnisse als die übrigen Regierungsmitglieder, sondern ist lediglich ein zumeist auf ein Amtsjahr gewählter Primus inter pares. Wie der Bundesrat, die Regierung auf nationaler Ebene, folgen die Kantonsregierungen dem Kollegialitätsprinzip. In Landsgemeinde-Kantonen leitet der Landammann die Landsgemeinde.
Turnusgemäss wird oft der jeweilige Stellvertreter zum Nachfolger gewählt. Für Basel-Stadt (1902 bis 2008) wird dies wie folgte beschrieben: «Neugewählte (gemäss Wahlresultat) wurden im zweiten Amtsjahr Vizepräsident und im dritten Jahr Präsident, sofern alle Bisherigen dieses Amt bereits innehatten.» In anderen Kantonen warten Neugewählte teilweise solange Bisherige ein weiteres Mal das Präsidium innehaben.
Im Rahmen einiger in jüngerer Zeit erfolgten Verfassungsrevisionen wurde in den Kantonen Waadt (ab 2007), Basel-Stadt (2009) und Genf die Amtsdauer des Regierungspräsidenten allerdings auf die ganze Amtsdauer des Regierungsrates, mithin auf vier bzw. fünf Jahre, erstreckt. In Genf wurde diese 2012 eingeführte Lösung allerdings schon 2020 wieder abgeschafft. Uri, Schwyz, Glarus, Zug, Appenzell Innerrhoden kennen eine Zweijahreslösung. Auch Appenzell Ausserrhoden  hat seine 1998 eingeführte vierjährige Amtszeit des Landammanns 2015 wieder auf zwei Jahre reduziert. Im Kanton Glarus (ab 2006) wurde die Amtszeit von 4 auf 2 Jahre reduziert, als die Zahl der Regierungsräte von 7 auf 5 reduziert wurde, damit das Pensum neben einem neuen Vollamt als Regierungsrat tragbar bleibt.
Einzelne Kantone kennen Vorschriften betreffend die Vertretung der Minderheiten. Im Kanton Bern hat der französischsprachige jurassische Kantonsteil Anspruch auf einen Sitz; für dessen Besetzung ist das geometrische Mittel der von den Kandidaten im Gesamtkanton und im Berner Jura erzielten Stimmen massgeblich. Im Kanton Wallis wählt die Bevölkerung der drei Kantonsteile (deren einer deutschsprachig ist) je einen Staatsrat; die zwei anderen werden auf gesamtkantonaler Ebene gewählt, wobei nicht mehr als ein Staatsrat aus dem gleichen Bezirk stammen darf. Im Kanton Uri ist «auf die verschiedenen Landesteile billige Rücksicht zu nehmen», und aus einer Gemeinde dürfen höchstens drei Regierungsräte stammen.
Die Regeln der Kantone bezüglich der Unvereinbarkeit der Mitgliedschaft in der Kantonsregierung und im Nationalrat oder Ständerat sind unterschiedlich.

| Kanton           | Anzahl Mitglieder in Bundesversammlung                                 |                      |
| ---------------- | ---------------------------------------------------------------------- | -------------------- |
| Basel-Landschaft | kein (2023); 1 (Stand 2004)                                            | [ 13 ] [ 14 ]        |
| Basel-Stadt      | 1 Nationalrat, 1 Ständerat                                             | [ 15 ]               |
| Bern             | kein (ab 1987); 4 von 9 (1929)                                         | [ 16 ] [ 17 ] [ 18 ] |
| Freiburg         | kein, ausser am Ende der kantonalen Amtszeit                           | [ 19 ]               |
| Glarus           | kein (2023, 2005); 2, nicht Landammann und Landesstatthalter (ab 1887) | [ 20 ] [ 14 ]        |
| Graubünden       | kein (Stand 2004)                                                      | [ 14 ]               |
| Jura             | kein (Stand 2004)                                                      | [ 14 ]               |
| Luzern           | 2                                                                      | [ 21 ]               |
| Schaffhausen     | kein (Stand 2004)                                                      | [ 14 ]               |
| St. Gallen       | 2 (1940)                                                               | [ 22 ]               |
| Thurgau          | 1 (Stand 2004)                                                         | [ 14 ]               |
| Ticino           | kein (Stand 2004)                                                      | [ 14 ]               |
| Wallis           | 1                                                                      | [ 23 ]               |
| …                |                                                                        |                      |

### Zuständigkeit
Die Kantonsregierung plant und koordiniert die Tätigkeit des Kantons beziehungsweise die Ziele und Mittel für die Erfüllung der kantonalen Aufgaben.
Sie bereitet in der Regel die kantonalen Gesetze vor und setzt sie nach dem Erlass durch das Kantonsparlament oder das kantonale Stimmvolk in Kraft. Sie überwacht den Vollzug der eidgenössischen und kantonalen Gesetze und erlässt die für den Vollzug erforderlichen Bestimmungen. Bei ernster und unmittelbar drohender Gefahr für die öffentliche Ordnung kann sie Verordnungen und Verfügungen ohne gesetzliche Grundlage erlassen. Sodann obliegt ihr die Berichterstattung über Volksinitiativen und Begehren aus den Reihen der Kantonsparlamentarier, und sie äussert sich im Rahmen des Vernehmlassungsverfahrens zu eidgenössischen Vorlagen.
Die Kantonsregierung vertritt den Kanton nach aussen und handelt interkantonale und internationale Verträge aus (vgl. interkantonales Konkordat).
Sie erarbeitet den Voranschlag, die Staatsrechnung und den Finanzplan zuhanden des Kantonsparlaments. Im Rahmen des Budgets und der Kantonsverfassung kann sie bis zu einer gewissen Höhe über neue einmalige und neue wiederkehrende Ausgaben beschliessen.
Sie leitet und beaufsichtigt die kantonale Verwaltung und ist somit die oberste Verwaltungsbehörde. Als solche ernennt sie in der Regel sämtliche ihr untergeordneten Behörden und das kantonale Personal. Überdies beaufsichtigt sie auch die andern Träger öffentlicher Aufgaben und übt die Aufsicht über die Verwaltung der Bezirke, Gemeinden und Korporationen aus.

### Bezeichnungen
Die Bezeichnung der Kantonsregierungen und ihrer Mitglieder lautet in den Kantonen unterschiedlich. In der Deutschschweiz herrscht heute die Bezeichnung Regierungsrat vor, hiervon ausgenommen sind Regierung in den Kantonen St. Gallen und Graubünden sowie Standeskommission im Kanton Appenzell Innerrhoden. In der Romandie gilt verbreitet Conseil d’Etat beziehungsweise im Tessin Consiglio di Stato, was in den zweisprachigen Kantonen Freiburg und Wallis deutsch mit Staatsrat wiedergegeben wird; im Kanton Jura heisst die Exekutive Gouvernement (Regierung), und im französischen Kantonsteil von Bern wird Regierungsrat mit Conseil-exécutif übersetzt. «Regierungsrat» ist eine vergleichsweise junge Bezeichnung; sie ersetzte im Laufe des 19. und 20. Jahrhunderts die einst verbreitete Benennung «Kleiner Rat».
Für den Vorsitzenden oder die Vorsitzende herrscht in ländlichen deutschsprachigen Kantonen die Bezeichnung Landammann vor, in städtischen Regierungspräsident. Für Landammann gibt es in der Regel keine weibliche Form; es wird die Bezeichnung Frau Landammann verwendet. Die weiblichen Formen für Regierungsrat, die Regierungsrätin, sowie für Regierungspräsident, die Regierungspräsidentin, sind hingegen üblich. Der Kanton Luzern kannte mit den Begriffen Schultheiss und Statthalter bis 2007 noch alte historische Bezeichnungen für den Vorsteher des Regierungsrates bzw. seinen Stellvertreter.
Die Ministerien werden je nach Kanton Departemente oder Direktionen genannt, die Regierungsräte als deren Vorsteher Direktoren, also beispielsweise Bildungsdirektor oder Justiz- und Polizeidirektor, im Kanton Jura Minister (das Wort «ministère» ‚Ministerium‘ wird jedoch nicht verwendet, sondern stattdessen «département»).
Eine terminologische und wahlrechtliche Ausnahme bildet die Regierung des Kantons Appenzell Innerrhoden, die Standeskommission genannt wird. Ihre Mitglieder tragen dabei departementsabhängige, historisch hergeleitete Titel, die teilweise sonst nirgends in der Schweiz gebräuchlich sind. Geleitet wird die Regierung vom regierenden Landammann. Sein Stellvertreter ist der Stillstehende Landammann, der ihn nach zwei Jahren ablöst. Ein weiterer Regierungsrat ist der Statthalter. Unter diesen dreien werden die Departemente (Ministerien) «Volkswirtschaft», «Erziehung» und «Gesundheit und Soziales» von der Standeskommission aufgeteilt. Der Vorsteher des Finanzdepartements heisst Säckelmeister. Der Landeshauptmann steht dem Land- und Forstwirtschaftsdepartement vor, der Bauherr dem Bau- und Umweltdepartement und der Landesfähnrich dem Justiz-, Polizei- und Militärdepartement. Letztgenannte werden von der Landsgemeinde direkt in ihre Funktion gewählt.

## Übersicht
| Kanton                 | Regierung                      | Mitglied                                                 | Anzahl | Wahlinstanz          | Vorsitz                                                            | J. | Wahlinstanz          | Stellvertreter                                                                 | Ehem. |
| ---------------------- | ------------------------------ | -------------------------------------------------------- | ------ | -------------------- | ------------------------------------------------------------------ | -- | -------------------- | ------------------------------------------------------------------------------ | ----- |
| Zürich                 | Regierungsrat                  | Regierungsrat                                            | 7      | Volk (Majorzwahl)    | Regierungspräsident                                                | 1  | Regierung            | Vizeregierungspräsident                                                        | Liste |
| Bern                   | Regierungsrat Conseil-exécutif | Regierungsrat Conseiller-exécutif                        | 7      | Volk (Majorzwahl)    | Regierungspräsident Président du Conseil-exécutif                  | 1  | Parlament            | Regierungsvizepräsident Vice-président du Conseil-exécutif                     | Liste |
| Luzern                 | Regierungsrat                  | Regierungsrat                                            | 5      | Volk (Majorzwahl)    | Regierungspräsident                                                | 1  | Parlament            | Vizepräsident                                                                  | Liste |
| Uri                    | Regierungsrat                  | Regierungsrat                                            | 7      | Volk (Majorzwahl)    | Landammann                                                         | 2  | Volk (Wahl)          | Landesstatthalter                                                              | Liste |
| Schwyz                 | Regierungsrat                  | Regierungsrat                                            | 7      | Volk (Majorzwahl)    | Landammann                                                         | 2  | Parlament            | Landesstatthalter                                                              | Liste |
| Obwalden               | Regierungsrat                  | Regierungsrat                                            | 5      | Volk (Majorzwahl)    | Landammann                                                         | 1  | Parlament            | Landstatthalter                                                                | Liste |
| Nidwalden              | Regierungsrat                  | Regierungsrat                                            | 7      | Volk (Majorzwahl)    | Landammann                                                         | 1  | Parlament            | Landesstatthalter                                                              | Liste |
| Glarus                 | Regierungsrat                  | Regierungsrat                                            | 5      | Volk (Majorzwahl)    | Landammann                                                         | 2  | Volk (Landsgemeinde) | Landesstatthalter                                                              | Liste |
| Zug                    | Regierungsrat                  | Regierungsrat                                            | 7      | Volk (Majorzwahl)    | Landammann                                                         | 2  | Parlament            | Statthalter                                                                    | Liste |
| Freiburg               | Conseil d’État Staatsrat       | Conseiller d’État Staatsrat                              | 7      | Volk (Majorzwahl)    | Président du Conseil d’État Staatsratspräsident                    | 1  | Parlament            | Vice-président du Conseil d’État Staatsratsvizepräsident                       | Liste |
| Solothurn              | Regierungsrat                  | Regierungsrat                                            | 5      | Volk (Majorzwahl)    | Landammann                                                         | 1  | Regierung            | Vize-Landammann                                                                | Liste |
| Basel-Stadt            | Regierungsrat                  | Regierungsrat                                            | 7      | Volk (Majorzwahl)    | Regierungspräsident                                                | 4  | Volk                 | Regierungsvizepräsident                                                        | Liste |
| Basel-Landschaft       | Regierungsrat                  | Regierungsrat                                            | 5      | Volk (Majorzwahl)    | Regierungspräsident                                                | 1  | Parlament            | Vizepräsident                                                                  | Liste |
| Schaffhausen           | Regierungsrat                  | Regierungsrat                                            | 5      | Volk (Majorzwahl)    | Regierungspräsident                                                | 1  | Parlament            | Regierungsvizepräsident                                                        | Liste |
| Appenzell Ausserrhoden | Regierungsrat                  | Regierungsrat                                            | 5      | Volk                 | Landammann                                                         | 2  | Volk (Majorzwahl)    | Landammann-Stellvertreter                                                      | Liste |
| Appenzell Innerrhoden  | Standeskommission              | Regierungsrat                                            | 7      | Volk (Landsgemeinde) | Regierender Landammann                                             | 2  | Volk (Landsgemeinde) | Stillstehender Landammann                                                      | Liste |
| St. Gallen             | Regierung                      | Regierungsrat                                            | 7      | Volk (Majorzwahl)    | Regierungspräsident                                                | 1  | Parlament            |                                                                                | Liste |
| Graubünden             | Regierung Regenza Governo      | Regierungsrat Cusseglier Guvernativ Consigliere di Stato | 5      | Volk (Majorzwahl)    | Regierungspräsident President da la Regenza Presidente del Governo | 1  | Parlament            | Regierungsvizepräsident Vicepresident da la Regenza Vicepresidente del Governo | Liste |
| Aargau                 | Regierungsrat                  | Regierungsrat                                            | 5      | Volk (Majorzwahl)    | Landammann                                                         | 1  | Regierung            | Landstatthalter                                                                | Liste |
| Thurgau                | Regierungsrat                  | Regierungsrat                                            | 5      | Volk (Majorzwahl)    | Regierungsratspräsident                                            | 1  | Parlament            | Regierungsratsvizepräsident                                                    | Liste |
| Tessin                 | Consiglio di Stato (Staatsrat) | Consigliere di Stato (Staatsrat)                         | 5      | Volk (Proporzwahl)   | Presidente del Consiglio di Stato                                  | 1  | Parlament            | Vicepresidente del Consiglio di Stato                                          | Liste |
| Waadt                  | Conseil d’État (Staatsrat)     | Conseiller d’État (Staatsrat)                            | 7      | Volk (Majorzwahl)    | Président du Conseil d’État                                        | 5  | Regierung            | Vice-président du Conseil d’État                                               | Liste |
| Wallis                 | Conseil d’État Staatsrat       | Conseiller d’État Staatsrat                              | 5      | Volk (Majorzwahl)    | Président du Conseil d’État Staatsratspräsident                    | 1  | Regierung            | Vice-président du Conseil d’État Staatsratsvizepräsident                       | Liste |
| Neuenburg              | Conseil d’État (Staatsrat)     | Conseiller d’État (Staatsrat)                            | 5      | Volk (Majorzwahl)    | Président du Conseil d’État                                        | 1  | Regierung            | Vice-président du Conseil d’État                                               | Liste |
| Genf                   | Conseil d’État (Staatsrat)     | Conseiller d’État (Staatsrat)                            | 7      | Volk (Majorzwahl)    | Président du Conseil d’État                                        | 5  | Regierung            | Vice-président du Conseil d’État                                               | Liste |
| Jura                   | Gouvernement (Regierung)       | Ministre (Minister)                                      | 5      | Volk (Majorzwahl)    | Président du Gouvernement                                          | 1  | Parlament            | Vice-président du Gouvernement                                                 | Liste |

Die Nennung der Kantone erfolgt in der offiziellen Reihenfolge (gem. Art. 1 der Bundesverfassung und Kantonsnummer).